# Sääsküla (Ambla)
Sääsküla – wieś w Estonii, w prowincji Järva, w gminie Ambla.